# JavaScript Object Notation
JavaScript Object Notation (JavaScriptový objektový zápis, JSON) je způsob zápisu dat (datový formát) nezávislý na počítačové platformě, určený pro přenos dat, která mohou být organizována v polích nebo agregována v objektech. Vstupem je libovolná datová struktura (číslo, řetězec, boolean, objekt nebo z nich složené pole), výstupem je vždy řetězec. Složitost hierarchie vstupní proměnné není teoreticky nijak omezena.

## Charakteristika
JSON umí pojmout pole hodnot (neindexované i indexované, tzv. hash), objekty (coby pole dvojic index:hodnota) a jednotlivé hodnoty, kterými mohou být řetězce, čísla (celá i s pohyblivou řádovou čárkou) a speciální hodnoty true, false a null. Indexy polí v objektu mají notaci jako řetězce; řetězce jsou uváděny v uvozovkách a escapovány pomocí zpětného lomítka. Mezi prvky a hodnotami mohou být libovolné bílé znaky, které na výsledku nic nemění. JSON jako formát neřeší kódování textu, výchozí kódování je ale UTF-8.

## Příklady
Otestování schopností JSON (v PHP):
```
$a
=
array
(
1
,
 
-
2
,
 
3.333
,
 
4e17
,
 
"abc"
,
 
"á
\n
"
,
 
null
,
 
array
(
2.1
,
 
2.2
,
 
array
(
"2.2.1"
)),
 
false
,
 
true
,
 
""
,
 
"key"
=>
"value"
,
 
'abc"def'
=>
array
());

echo
 
json_encode
(
$a
,
 
JSON_PRETTY_PRINT
);

```

Kód vypíše:
```
{

    
"0"
:
 
1
,

    
"1"
:
 
-2
,

    
"2"
:
 
3.333
,

    
"3"
:
 
4.0e+17
,

    
"4"
:
 
"abc"
,

    
"5"
:
 
"\u00e1\n"
,

    
"6"
:
 
null
,

    
"7"
:
 
[

        
2.1
,

        
2.2
,

        
[

            
"2.2.1"

        
]

    
],

    
"8"
:
 
false
,

    
"9"
:
 
true
,

    
"10"
:
 
""
,

    
"key"
:
 
"value"
,

    
"abc\"def"
:
 
[]

}

```

### Příklady chybně zformátovaných dat:
| {klíč: "hodnota"}                                            | klíče musejí být v uvozovkách                                                                                                |
| {'klíč':'hodnota'}                                           | řetězce musejí být pouze ve dvojitých uvozovkách                                                                             |
| {"size": .1}                                                 | čísla musejí začínat číslicí                                                                                                 |
| {"moje \"velké\" džíny":"Levi\'s"}                           | zatímco dvojité uvozovky se uvnitř řetězce eskapují, jednoduché (apostrofy) nikoliv                                          |
| [ 1, 2, 3, ]                                                 | poslední čárka není dovolena                                                                                                 |
| { "text": "Line 1 Line 2 Line 3" }                           | vkládání textové hodnoty s konci řádků se musí uvést v jednom řádku a samotné odřádkování escapovat, tj. použít \n a/nebo \r |
| {"name": "\u96"}                                             | znaky zakódované do Unicode jsou vždy čtyřmístné, zleva doplněné nulami                                                      |
| {"allow": TRUE}                                              | konstanty true, false a null se uvádějí pouze malými písmeny                                                                 |
| { Number.POSITIVE_INFINITY, Number.NEGATIVE_INFINITY, NaN, } | speciální hodnoty pro nekonečno a NaN nejsou povoleny                                                                        |

## Výhody a nevýhody
Navzdory názvu je JSON zcela obecný a může sloužit pro přenos dat v libovolném programovacím nebo skriptovacím jazyku, přitom jsou data poměrně čitelná i pro člověka. Data, zapsaná metodou JSON, mohou být samozřejmě uložena a přenášena v souborech; častěji ale přenos probíhá v prostředí intra- nebo internetu (např. s použitím technologie AJAX).
Mezi nedostatky JSON patří to, že neumožňuje definovat znakovou sadu přenášeného obsahu, optimalizace pro přenos binárních dat. Tyto nedostatky platí ale pro některé (slabší) implementace. Nealfabetické znaky v řetězcích a binární data JSON jsou escapovány zpětným lomítkem, za kterým následuje buď jeden z běžně používaných znaků (např. \n pro nový řádek, \t pro tabulátor, \\ pro samotné zpětné lomítko) nebo \u indikující znak z Unicode (UTF-16), za nímž následují čtyři hexadecimální číslice.
Dá se říci, že JSON sází na jednoduchost způsobu uložení dat, srozumitelnost (data jsou čitelná člověkem), platformovou nezávislost a jednotnost (JSON se rychle etabloval) a to vše na úkor velikosti přenášených dat.

## Alternativy
Vizuálně velmi podobný JSONu je SDL, který své složené datové typy a pole taktéž vkládá (i vícenásobně) do složených závorek. Jiný přístup má YAML, který na rozdíl od JSONu aktivně používá odsazování a může obsahovat i komentáře.
Další alternativou JSONu je XML, které lépe pojme i kontext toho, co přenáší – na rozdíl od JSON ale obsahuje průměrně 40 % samotné značky a jejich atributy. JSON je tedy považováno za „odlehčenou“ a jednodušší alternativu k XML. Navíc většinou existují importní/exportní metody, jak mezi XML a JSON data převádět. Oblast, ve které je JSON neoptimální, jsou binární data.
Některé programovací a skriptovací jazyky mají tzv. serializaci, implementovanou jako základní funkci. Její princip je s JSON velmi podobný, ale jsou specifické pro daný jazyk. Nemají-li nativně JSON ani serializaci, je poslední alternativou napsání vlastního řešení. Výhodou toho je absolutní kontrola nad tím, jaká data se přenesou a jak (textová či binární podoba, datová komprese), nevýhoda je v tom, že tento způsob není obecně známý a ti, kteří s ním budou pracovat, si jej budou muset nastudovat.